# 戴宏旭
戴宏旭（1987年10月4日—），台灣足球運動員，司職前鋒。
戴宏旭曾獲選2005年男足聯賽最佳新秀，並曾有報導指出他與陳柏良將加入中國的廈門藍獅，雖然最後沒有成行，但他的前途在當時依然倍受看好。但在2006年12月，戴宏旭以課業因素為由拒絕中華足協的徵召，因此被判罰球監二年，直到2009年8月，戴宏旭才又回到國家隊，在2010年東亞足球錦標賽中出賽。